# 1415 w literaturze
Wydarzenia literackie w 1415 roku.

## Nowe książki
- Paweł Włodkowic, Tractatus de potestate papae et imperatoris respectu infidelium

## Nowe poezje
- Przecław Słota, O zachowaniu się przy stole

## Urodzili się
- Jan Długosz, polski kronikarz (zm. 1480)